# Pieces of a Dream (album Anastacia)
Pieces of a Dream è il primo Greatest Hits della cantante statunitense Anastacia, pubblicato il 10 novembre 2005. Comprende i singoli dei suoi primi tre album, da Not That Kind ad Anastacia. La versione di Cowboys & kisses è differente da quella dell'album Not that Kind, è molto simile alla versione del video. 
Solo due singoli sono stati esclusi, Boom (colonna sonora ufficiale dei Mondiali di calcio 2002) e Love Is a Crime (colonna sonora ufficiale del film Chicago). Sono presenti i remix delle canzoni nell'edizione deluxe dell'album. L'edizione standard è stata pubblicata su iTunes, escludendo Everything Burns e il Club Megamix.
La raccolta anticipa l'uscita del primo DVD live della cantante, Live at Last.
Dalla raccolta sono stati estratti gli inediti Everything Burns, Pieces of a Dream e I Belong to You (Il ritmo della passione) in duetto con Eros Ramazzotti.
Il Greatest Hits entra a far parte dei più venduti di sempre con oltre 5 milioni di copie vendute solo nel territorio Europeo.

## Tracce
1. I'm Outta Love – 4:05 (Anastacia, Sam Watters, Louis Biancaniello)
2. Not That Kind – 3:23 (Anastacia, Wil Weaton, Marvin Young)
3. Cowboys & Kisses – 4:38 (Anastacia, Jive, Charlie Pennachio)
4. Made for Lovin' You – 3:38 (Anastacia, Sam Watters, Louis Biancaniello)
5. Paid My Dues – 3:22 (Anastacia, Greg Lawson, Damon Sharpe, LaMenga Kafi)
6. One Day in Your Life – 3:29 (Anastacia, Sam Watters, Louis Biancaniello)
7. Why'd You Lie to Me – 3:45 (Anastacia, Damon Sharpe, Greg Lawson, Trey Parker, Damon Butler, Canela Cox)
8. You'll Never Be Alone (U.S. Version) – 4:38 (Anastacia, Sam Watters, Louis Biancaniello)
9. Left Outside Alone – 4:18 (Anastacia, Glen Ballard, Dallas Austin)
10. Sick and Tired – 3:22 (Anastacia, Glen Ballard, Dallas Austin)
11. Welcome to My Truth – 4:04 (Anastacia, Kara Dioguardi, John Shanks)
12. Heavy on My Heart – 4:28 (Anastacia, Billy Mann)
13. Everything Burns (feat. Ben Moody) – 3:43 (Ben Moody)
14. I Belong to You (Il ritmo della passione) (feat. Eros Ramazzotti) – 4:27 (Anastacia, Eros Ramazzotti, Claudio Guidetti, Kaballà, Kara DioGuardi)
15. Pieces of a Dream – 4:03 (Anastacia, Glen Ballard, David Hodges)
16. In Your Eyes – 4:09 (Anastacia, Glen Ballard)
17. Club Megamix – 11:48

### Edizione limitata bonus remix disc
1. I'm Outta Love (Hex Hector Radio Edit) – 4:00 (Anastacia, Sam Watters, Louis Biancaniello)
2. Left Outside Alone (M*A*S*H Radio Mix) – 3:57 (Anastacia, Glen Ballard, Dallas Austin)
3. Paid My Dues (The S-Man's Darkstar Mix) – 5:17 (Greg Lawson, Damon Sharpe, LaMenga Kafi, Anastacia)
4. Sick and Tired (Jason Nevins Funkrock Remix Edit) – 3:24 (Anastacia, Glen Ballard, Dallas Austin)
5. Why'd You Lie to Me (Nu Soul DnB Mix) – 6:38 (Anastacia, Damon Sharpe, Greg Lawson, Trey Parker, Damon Butler, Canela Cox)
6. Love Is a Crime (Thunderpuss Club Mix Edit) – 7:46 (Greg Lawson, Denise Rich, Damon Sharpe, Rick Wake)
7. Not That Kind (Kerri Chandler Mix - Radio Edit) – 3:45 (Anastacia, Wil Weaton, Marvin Young)
8. One Day In Your Life (Hex Hector/Mac Quayle Club Mix Edit) – 8:26 (Anastacia, Sam Watters, Louis Biancaniello)
9. Left Outside Alone (Jason Nevins Global Club Edit) – 3:44 (Anastacia, Glen Ballard, Dallas Austin)
10. Not That Kind (Ric Wake Club Final Mix Edit) – 7:05 (Anastacia, Wil Weaton, Marvin Young)
11. Love Is a Crime (Cotto's Doin' The Crime Mix Edit) – 6:33 (Greg Lawson, Denise Rich, Damon Sharpe, Rick Wake)
12. Boom (Thunderpuss Tribe-A-Pella Mix) – 6:49 (Anastacia, Glen Ballard)
13. One Day In Your Life (Almighty Mix Edit) – 6:07 (Anastacia, Sam Watters, Louis Biancaniello)
14. Sick and Tired (Jason Nevins Electrochill Remix Edit) – 3:25 (Anastacia, Glen Ballard, Dallas Austin)

## Classifiche
| Classifica (2005) | Posizione massima |
| ----------------- | ----------------- |
| Australia         | 23                |
| Austria           | 4                 |
| Belgio (Fia)      | 8                 |
| Belgio (Val)      | 12                |
| Danimarca         | 13                |
| Finlandia         | 17                |
| Germania          | 7                 |
| Irlanda           | 11                |
| Italia            | 3                 |
| Norvegia          | 11                |
| Nuova Zelanda     | 26                |
| Paesi Bassi       | 10                |
| Portogallo        | 9                 |
| Regno Unito       | 6                 |
| Spagna            | 9                 |
| Svezia            | 23                |
| Svizzera          | 3                 |
| Ungheria          | 21                |